# وادي منايل
وادي منايل هو مجرى مائي ينبع من جبال الخشنة ويسري في منطقة القبائل ليصب في وادي يسر ثم في البحر الأبيض المتوسط مرورا بولاية بومرداس.

## الوصف
يُعتبر وادي منايل من أهم المجاري المائية في المستجمع المائي جنوب مدينة برج منايل في ولاية بومرداس، وتصل مساحة هذا الحوض الهيدروغرافي إلى نحو 53 كيلومتر مربع في «جبال الروافع».
وتنحدر الشعاب المكونة لهذا الوادي من ارتفاع 720م لتواصل مياه هذا الوادي الانحدار إلى غاية مصبه في وادي يسر مرورا بمدينة برج منايل.
وتساهم الينابيع الجبلية الكثيرة، بالإضافة إلى مياه الأمطار وذوبان الثلوج، في تجميع مياه هذا المجرى المائي الهام في ولاية بومرداس.
يقطع وادي منايل وسط مدينة برج منايل ليصب في وادي يسر، باعتباره أحد روافده، ضمن إقليم بلدية لقاطة المجاورة لها.

## المسار
يمر «وادي منايل» عبر ولاية جزائرية ساحلية واحدة في جبال الخشنة.
| رقم | ولاية بومرداس |
| --- | ------------- |
| 01  | الناصرية      |
| 02  | يسر           |
| 03  | برج منايل     |
| 04  | لقاطة         |

## الطرقات
يتقاطع «وادي منايل» مع العديد من الطرق أثناء مساره.
| رقم | ولاية بومرداس          | الإحداثيات |
| --- | ---------------------- | ---------- |
| 01  | الطريق الوطني رقم 12   |            |
| 02  | الطريق الوطني رقم 68   |            |
| 03  | الطريق الولائي رقم 5   |            |
| 04  | الطريق الولائي رقم 18  |            |
| 05  | الطريق الولائي رقم 123 |            |

## التلوث
تضرر وادي منايل من التلوث المائي والصلب الناتج عن التوسع الحضري لمدينة برج منايل وضاحيتها ·  · .
ذلك أن المواد الصلبة والهامدة قد ضيقت قاع مجرى الوادي على طول مدينة برج منايل، بالإضافة إلى مياه الصرف الصحي التي حولته إلى مصدر للروائح الكريهة والحشرات الضارة ·  · .

## الفيضانات
تتسبب مياه الأمطار القادمة من أعالي بلديتي الناصرية ويسر في فيضان وادي منايل خلال الفصل الماطر، وتؤدي أحيانا إلى غرق مدينة برج منايل، ويعود سبب الفيضان في ردم مجمع مياه الأمطار بالأتربة والحجارة.
فقد عاشت هذه المدينة فيضانات عارمة خلال عديد السنوات حين اجتمعت فيها مياه وادي منايل لتغرق طرقاتها · .
ومع تكرار هذه الحوادث فإن تهيئة مجرى وادي منايل انطلاقا من أعالي مدينة برج منايل إلى غاية مصبه في وادي يسر يقتضي تنظيفا دوريا له من الردوم والمواد الصلبة الهامدة أثناء فصل الصيف لتفادي مخاطر أمطار الخريف الفجائية والغزيرة · .
ذلك أن جسور الطريق الوطني رقم 12 والطريق الوطني رقم 68 قد سمحت بعد إنجازها من تفادي توقيف سير العربات نحو مدينتي تيزي وزو والجزائر العاصمة أثناء فيضان وادي منايل، إلا أن مدينة برج منايل تنتظر برنامجا هاما لحمايتها من أخطار الفيضانات المتكررة، ومنها فيضانات سنوات 2013م، 2017م و2018م ·  · .
وكان مشروع تهيئة وادي منايل لحماية مدينة برج منايل من الفيضانات قد انطلق خلال عام 2012م، إلا أنه منذئذ قد بقي في مرحلة الدراسات دون الوصول إلى التجسيد الفعلي · .
ويعود أصل المشكل في كون مدينة برج منايل قد توسعت حضريا نحو الشرق بمحاذاة مجرى وادي منايل في حين أن نواة المدينة القديمة قد تم بناؤها إلى الغرب من الوادي على سفوح جبال يسر بعيدا عن أخطار الفيضانات · .

### مواضيع ذات صلة
- المجاري المائية في الجزائر
- قائمة أنهار الجزائر
- وزارة الموارد المائية الجزائرية
- نظام مائي للوديان
- نظام مطري للوديان
- الأطلس التلي
- جبال الخشنة
- ولاية بومرداس
- قائمة شواطئ الجزائر
- قائمة شواطئ العالم
- السياحة في الجزائر
- قائمة أهم المعالم السياحية في العالم

### وصلات خارجية
- وكالة حماية ساحل ولاية الجزائر
- وزارة الموارد المائية الجزائرية
- موقع ولاية بومرداس

### فيديوهات
- فيضان "وادي منايل" وسط "مدينة برج منايل" (1) في ديسمبر 2013م على يوتيوب
- فيضان "وادي منايل" وسط "مدينة برج منايل" (2) في ديسمبر 2013م على يوتيوب
- فيضان "وادي منايل" وسط "مدينة برج منايل" (3) في ديسمبر 2013م على يوتيوب
- فيضان "وادي منايل" وسط "مدينة برج منايل" في جانفي 2017م على يوتيوب